# Hewelsfield
Hewelsfield é uma aldeia de Forest of Dean, no condado de Gloucestershire, na Inglaterra. Juntamente com a aldeia de Brockweir, forma a  paróquia de Hewelsfield e Brockweir a De acordo com o Censo de 2011, tinha 484 habitantes. Tem uma área de 8,03 km².